# Europeiska unionens östutvidgning

EU-medlemmar före 2004
EU-medlemmar sedan 2004

Europeiska unionens östutvidgning ägde rum den 1 maj 2004 när Europeiska unionen utökades med tio nya medlemsstater. Åtta länder i Öst- och Centraleuropa samt två önationer i Medelhavet anslöt sig: Estland, Lettland, Litauen, Polen, Tjeckien, Slovakien, Ungern, Slovenien, Malta och Cypern.
Östutvidgningen gjordes till en huvudfråga av regeringen Persson under Sveriges EU-ordförandeskap första halvåret 2001 och slutfördes genom anslutningsfördraget 2003, som undertecknades den 16 april 2003 och trädde i kraft den 1 maj 2004.